# گورنیا اورویتسا
گورنیا اورویتسا (به صربی: Gornja Orovica) یک روستا در صربستان است که در Ljubovija واقع شده‌است.